# Regensenke

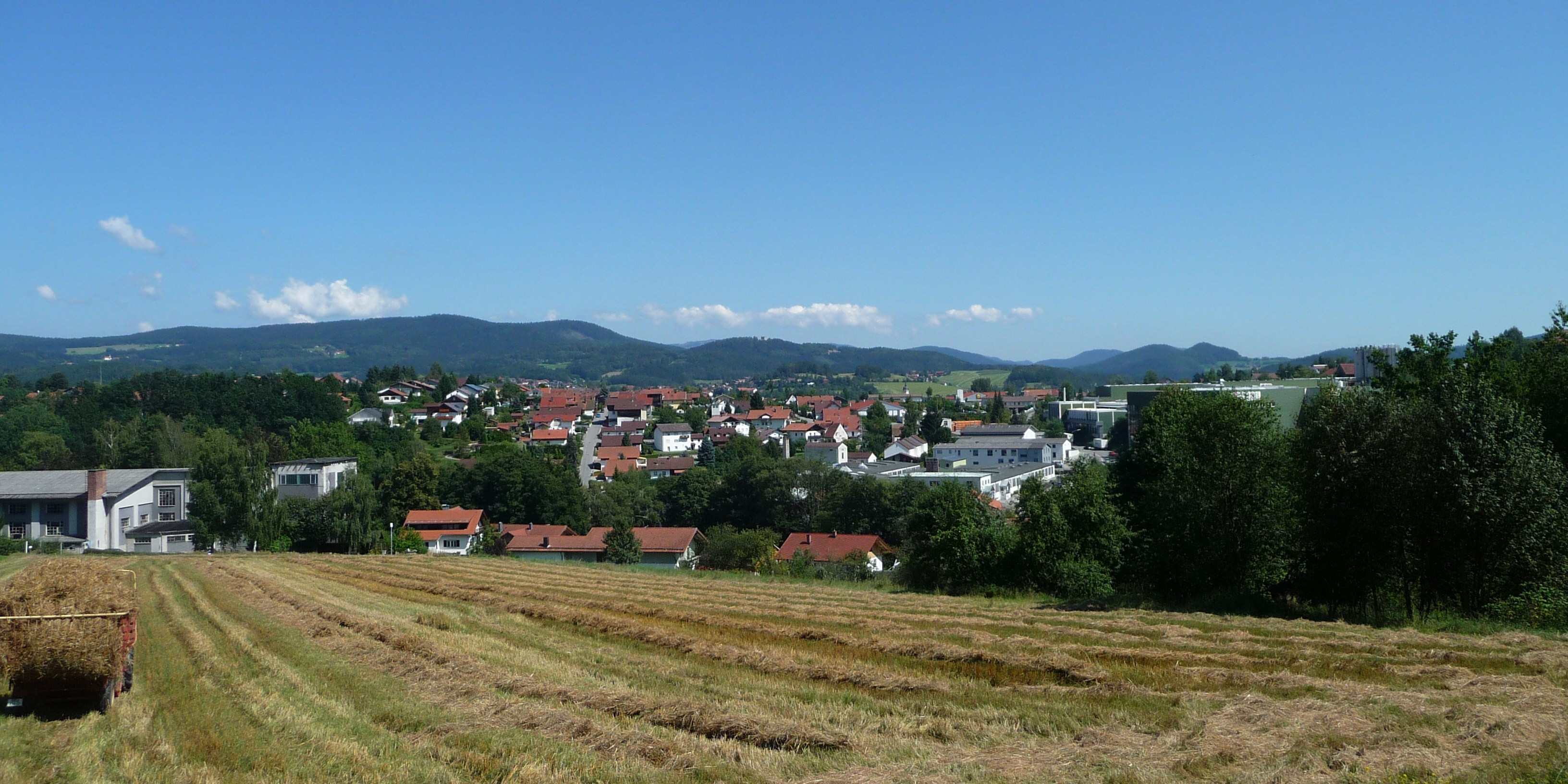
Landschaft bei Viechtach

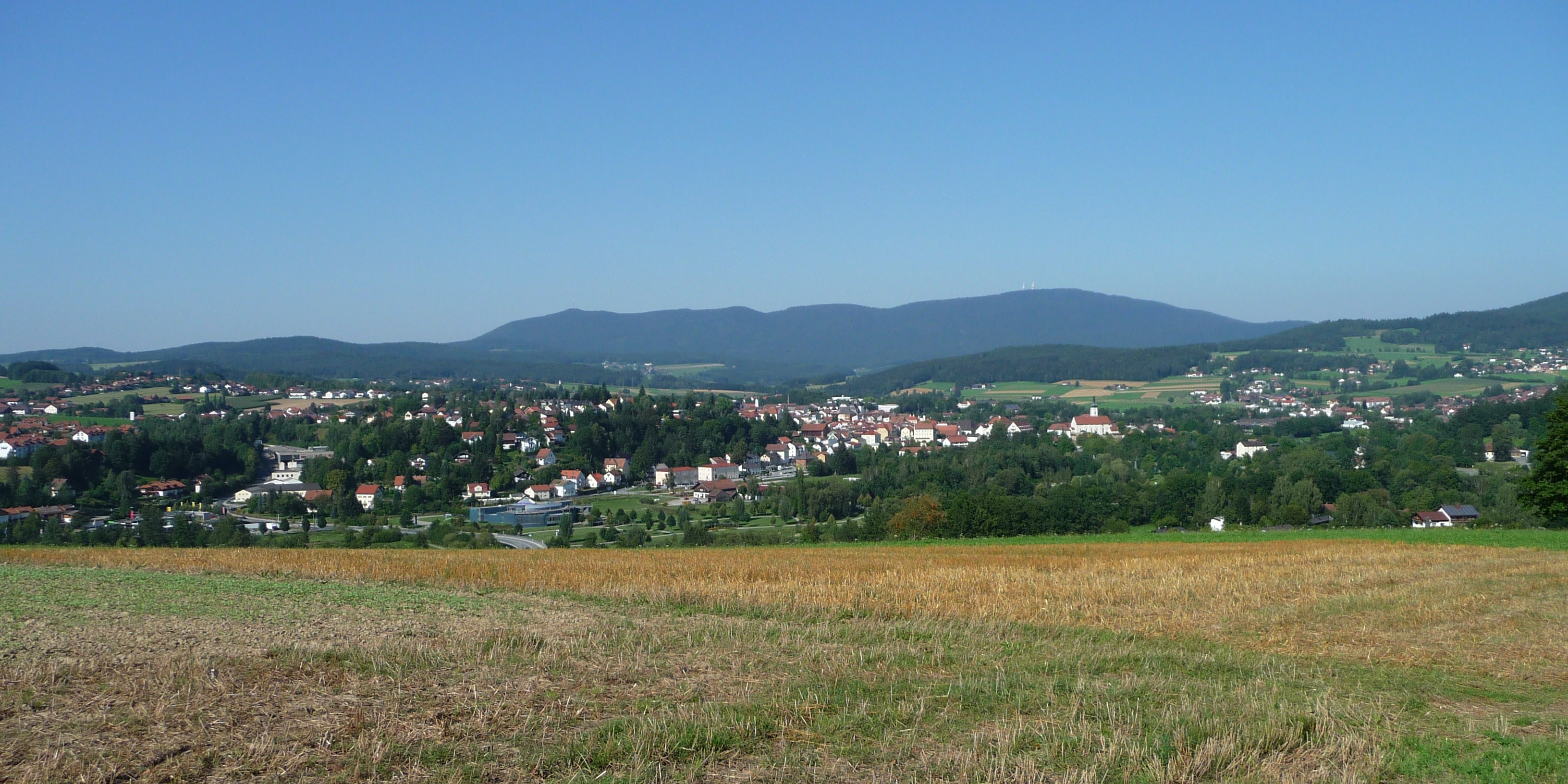
Landschaft bei Bad Kötzting

Die Regensenke ist eine Hügellandschaft im Bayerischen Wald entlang des Flusses Regen.
Als naturräumliche Haupteinheit gehört die Regensenke zur Haupteinheitengruppe des Oberpfälzisch-Bayerischen Waldes und hat eine Größe von etwa 840 km². Sie trennt den Vorderen Bayerischen Wald im Südwesten vom Hinteren Bayerischen Wald im Nordosten. Im Nordwesten schließt die Cham-Further Senke an, im Südosten das Abteiland.
Die Regensenke stellt eine große, in sich gegliederte Muldenregion in einer Höhenlage von 600 bis 700 Metern dar, die von einigen Höhenzügen bis knapp 900 m ü. NHN überragt wird. In stark gewundenem Lauf durchfließt der Regen auf einer Höhe von 530 m (Eintritt des Schwarzen Regens oberhalb Regens) bis 373 m (Austritt oberhalb Chameraus) ein flachwelliges Hügelland. Im Regener See, im Höllensteinsee und im Blaibacher See wurde der Fluss aufgestaut. Vielfach finden sich tief zersetzte, stark verwitterte Gneise und Granite. Dabei handelt es sich um Reste tertiärer Verwitterungsdecken und pleistozäner Fließerden.
Verglichen mit anderen Gegenden des Bayerischen Waldes ist die Klimalage verhältnismäßig günstig. Mit 800 bis 1200 mm jährlich ist die Niederschlagsmenge geringer als auf den umgebenden Bergketten, und die Temperaturen sind während der Vegetationsperiode höher. Im Winter bilden sich allerdings Kaltluftseen in den Tallagen.
Das Gebiet ist eine gehölzreiche, zunehmend intensiv landwirtschaftlich genutzte, von Grünland geprägte Kulturlandschaft. In der gesamten Länge wird die Regensenke vom Pfahl, einem ungewöhnlichen geologischen Gebilde, durchzogen. Die größten Ortschaften sind die Städte Regen, Viechtach und Bad Kötzting.
Besonders die Flusslandschaften, aber auch Teile des Pfahls mit ihren Kiefern-Birken-Beständen sind naturnah erhalten. Ansonsten dominiert Grünland, die Hanglagen sind vorwiegend mit Fichten bestanden. Die ursprünglichen Buchen- und Tannenwälder sind auf kleine Reste zwischen dem Acker- und Grünland auf stark geneigten Böden zurückgedrängt. Der größte Teil der Regensenke gehört zum Naturpark Bayerischer Wald, der nordwestliche Teil zum Naturpark Oberer Bayerischer Wald.

## Naturräumliche Gliederung
In den Arbeiten zum Handbuch der naturräumlichen Gliederung Deutschlands wurde die Regensenke als Haupteinheit ausgerufen, in den folgenden Verfeinerungen 1:200.000 auf Blatt 174 Straubing (1967) und Blatt 165/166 Cham (1973) wurde diese Haupteinheit in die folgenden Teileinheiten gegliedert (falls nicht anders deklariert, stammen alle Angaben vom den größeren Teil der Landschaft umfassenden Blatt Cham):
- 404 Regensenke
  - 404.0 Innernzeller Hügelland
    - 404.10 Kirchberger Hügelland[4]
    - 404.11 Rinchnacher Hügelland[4]

  - 404.2 Pfahl, von Nordwest bis Südost geordnet:
    - 404.25 Thierlsteiner Pfahl (südwestlich von Cham; auf der Kammlinie bis 448,9 m, an Südwestausläufern bis 469,9 m)
    - 404.24 Moosbacher Pfahl (bis 639 m)
    - 404.23 Viechtacher Pfahl (bis 583 m)
    - 404.22 Patersdorfer Pfahl (bis 648 m)
    - 404.21 Marcher Pfahl[4] (bis gut 740 m, an Südwestausläufern bis 784,6 m)
    - 404.20 Weißensteiner Pfahl[4] (an der Ruine Weißenstein 758 m)[6]

  - 404.3 (ohne Namen)
    - 404.30 Bischofsmais-Hochdorfer Bergland[4] (am Mühlbauerberg 787 m; Bischofsmais im südlichen Westen)
    - 404.31 Tiefenrieder Gefilde[4]

  - 404.4 Kollnburg-Ruhmannsfeldener Hugelland
    - 404.40 [= 404.4][4] Ruhmannsfeldener Teisnachsenke
    - 404.41 [= 404.5][4] Breitensteinberge (am Rabenholz 785 m)
    - 404.42 [= 404.6][4] Hornbergwald (am Abendberg 844 m)
    - 404.43 [= 404.7][4] Kollnburg-Kirchaitnacher Hügelland

  - 404.5 Weigelsbergzug[7] (am Weigelsberg 898 m)
  - 404.6 Bodenmais-Kötztinger Senke
    - 404.60 Bodenmaiser Kessel
    - 404.61 Arnbrucker Tal
    - 404.62 Traidersdorfer Tal
    - 404.63 Kötztinger Becken

  - 404.7  Miltacher Berg- und Hugelland
    - 404.70 Traitschinger Hügelland
    - 404.71 Altrandsberger Hügelland
    - 404.72 Miltacher Regen- und Perlenbachtal
    - 404.73 Haidsteinberge (am Haidstein 742 m)

  - 404.8 Mittleres Regentalgebiet
    - 404.80 Regener Talweitung[4]
    - 404.81 Teisnacher Regensenke
    - 404.82 Viechtacher Regensenke

### Kammerung der Landschaft durch innere und umgebende Höhenzüge
Die Hügelländer und Gefilde haben in der gesamten Regensenke eine ähnliche Gestalt und Ausstattung, jedoch kammern die Höhenüge:
- 404.5 Weigelsbergzug (am Weigelsberg 898 m)
- 404.73 Haidsteinberge (am Haidstein 742 m)
- 404.42 Hornbergwald (am Abendberg 844 m) und 404.22 Patersdorfer Pfahl (bis 648 m)
- 404.41 Breitensteinberge (am Rabenholz 785 m)  und 404.21 Marcher Pfahl (bis gut 740 m)
- 404.30 Bischofsmais-Hochdorfer Bergland (am Mühlbauerberg 787 m)  und 404.20 Weißensteiner Pfahl (an der Ruine Weißenstein 758 m)

die Hügellandschaften in Becken und Senken.
Der Weigelsbergzug verlängert den bis 983 m hohen Kronberg-Rücken (403.4), der noch zum  Hinteren Bayerischen Wald (403) gerechnet wird – indes mit etwas geringerer Höhe und, vom sich direkt an den Kronberg anschließenden Wolfgangriegel (880 m) abgesehen, mit weniger steiler Südwestflanke. Gemeinsam mit dem bis 1456 m hohen Arber-Kaitersberg-Massiv  im Norden und den Haidsteinbergen im Westen fasst er die  Bodenmais-Kötztinger Senke (406.6) ein, die, ähnlich wie der Lamer Winkel (403.6) etwas nördlicher, tief in die hochmontanen Regionen vordringt und mit diesem auch im nordöstlichen Kötztinger Becken (404.63) verbunden ist.
Hornbergwald und Breitensteinberge kammern demgegenüber die Landschaft zwischen dem Pfahl und dem deutlich montaneren (bis 1121 m) Vorderen Bayerischen Wald (405), indem sie Umlaufsenken herauspräparieren; das Bischofsmais-Hochdorfer Bergland mit Bischofsmais im südlichen Westen lässt demgegenüber keine Senken zwischen den benachbarten Hügelländern zu und bildet gewissermaßen eine submontane Vorstufe.

### Zuordnungen nach BfN und LfU
Im Handbuch der naturräumlichen Gliederung Deutschlands wird für die Regensenke eine Fläche von 833,2 km² angegeben. Diese Fläche beinhaltet laut Kartierung auch die Fläche des Kronberg-Rückens, andererseits nicht die der Bodenmais-Kötztinger Senke – wenn man vom Kötztinger Becken im Westen absieht.
Das Bundesamt für Naturschutz (BfN) hat in den 2000er Jahren die Haupteinheiten nach Handbuch (in der Regel) in zwei bis fünf Teillandschaften unterteilt und für diese Teilräume Landschaftssteckbriefe herausgegeben. Für die Regensenke blieb es bei nur einem Steckbrief, dieser weist eine Fläche von nur 667 km² aus. Diese deutliche Abweichung beruht auf einem deutlich anderen Zuschnitt:
- Der Kronbergrücken wurde um den Wolfgangriegel verlängert, der damit nicht mehr zur Regensenke gezählt wird. Dies ist eine durchaus denkbare Option; der Wolfgangriegen ist sowohl vom Weigelsberg als auch vom Kronberg durch ein Bachtal getrennt; er erreicht zwar nicht die Höhen des Kronberg, ist jedoch ähnlich steil flankiert.
- Etwas weniger logisch erscheint die Tatsache, dass auch die südöstlichen Bergfüße von Kronberg und Wolfgangriegel der Regensenke abgezogen wurden. Damit wird nicht einmal der eigentliche Talraum des Regen komplett zur Regensenke gezählt.
- Im Südwesten wurden die Teile südlich des Pfahls (404.70, Südteil von 404.71) zum Falkensteiner Vorwald (406) umsortiert.

Das Bayerische Landesamt für Umwelt LfU hat, ebenfalls in den 2000er Jahren, eine naturräumliche Gliederung für sein Bundesland herausgegeben, die weniger fein ist als die Einzelblätter, in der Regel jedoch feiner und auch sorgfältiger als die Steckbriefe des BfN. Die Regensenke wurde indes auch von LfU nicht weiter unterteilt, wohl aber etwas anders abgegrenzt:
- Wie bei BfN wird der Wolfgangriegel zum Kronberg-Rücken ausgegliedert.
- LfU verlegt die Grenze der Regensenke noch deutlich näher an den Regen als BfN. So beginnt der nominell montane Hintere Bayerische Wald dort schon nur 30 m vom Regenufer entfernt!
- Die Bodenmais-Kötztinger Senke (406.6) gehört nicht mehr komplett zur Regensenke, sondern der Bodenmaiser Kessel (404.60) und große Teile des Arnbrucke Tals (404.61) wandern mit Kronberg und Wolfgangriegel zum Hinteren Bayerischen Wald.
- Das Sengenbühler Hügelland (402.5) wanderte, wie auch das südlich daran anschließende buchtartige Hügelland um Zenching (war Teil von 402.4 Arnschwanger Becken) wanderte von der Cham-Further Senke (402) zur Regensenke.

In diesen Grenzen kommt die Regensenke auf eine Fläche von  788,77 km². Zählt man den nordöstlichen Taltand am Fuße des Kronbergs und Wolfgangriegels (etwa 26,9 km²) und den Osten der Bodenmais-Kötztinger Senke (24,4 km²) hinzu, käme man auf eine Fläche von 840 km² in relativ schlüssigen Grenzen. Die Fläche nach den Blättern Cham wäre mit etwa 795 km² etwas kleiner, da sie Sengenbühler Hügelland und Zenchinger Bucht (28,9 km²) ebenso wenig enthielte wie den Wolfgangriegel (15,7 km²).